# Johannes Nicolai Kruuk
Johannes Nicolai Kruuk (eller Krucke), död 1654 i Lillkyrka socken, var en svensk präst och kyrkoherde i Lillkyrka församling. 

## Biografi
Johannes Nicolai Kruuk var från Småland. Han blev i oktober 1624 student vid Uppsala universitet och prästvigdes 18 augusti 1626. Kruuk blev 1640 komminister i Norra Solberga församling och 1651 kyrkoherde i Lillkyrka församling, där han avled 1654.

### Familj
Kruuk gifte sig första gången 15 november 1635 med Birgitta Korp (död 1649). Hon var dotter till en kyrkoherde i Vireda socken. Kruuk gifte sig andra gången med Maria Arvidsdotter (död 1668). Hon var dotter till en komminister i Häradshammars socken. Maria Arvidsdotter hade tidigare varit gift med kyrkoherden Jonas Laurentii Cirrhæus i Lillkyrka socken.